# 京都市營地下鐵
京都市營地下鐵（日语：／ Kyoto Shiei Chikatetsu */?）是一個由京都市交通局營運的地下鐵系統，共有烏丸線和東西線2線路。京都市營地下鐵的兩條路線除了連結京都市內除了西京區之外的10個次級行政區外，東西線在隔鄰的宇治市內也設有一座車站。雖然在營運上是以「市營地下鐵」稱呼之，但在一些與法規或特許權相關的官方文件上，此系統是以京都市高速鐵道命名。

## 历史
京都最早规划建设地铁是于1968年，由京都市交通管理措施委员会提出，用于取代京都市電。之後京都市於1972年获得地下铁营业执照，1974年开始建设地下铁烏丸線，并于1981年通车。開業時京都地下鐵在4個重要車站裝設電梯，是當時日本地下鐵少有的設備，形成一大特色。
- 1981年5月29日：烏丸線北大路 - 京都間開通。
- 1988年6月11日：烏丸線京都 - 竹田間開通。同年8月開始與近鐵京都線相互直通運転，近鐵直通運轉至北大路站。
- 1990年10月24日：烏丸線北山 - 北大路間開通。
- 1993年7月1日：開始發售使用電子票卡京都交通卡 。
- 1997年
  - 6月3日：烏丸線國際會館 - 北山間開通。
  - 10月12日：東西線醍醐 - 二條間開通，京阪電鐵京津線直通運轉至京都市役所前站，其中御陵 - 三條京阪區間由第三種鐵道事業京都高速铁道（日语：京都高速鉄道）建设并保有设施。
- 1998年12月31日：開始於除夕全日營運。
- 2000年3月15日：近鐵直通運轉延伸至國際會館站。
- 2004年11月26日：東西線六地藏 - 醍醐間開通，宇治市開通地下鐵站。並引入車站編號。
- 2007年4月1日：導入PiTaPa卡。
- 2008年
  - 1月16日：東西線二條 - 太秦天神川間開通。京阪京津線直通運轉隨之延長。
  - 12月31日：解散京都高速铁道，東西線全线第一種鐵道事業化。
- 2013年3月23日：加入交通系IC卡全國互相使用服務。9月颱風萬宜導致御陵站淹水停業4天。
- 2014年12月20日：烏丸御池站的烏丸線站台裝設月台幕門。
- 2015年10月2日：開始於周五和新年前後延長服務時間，末班車延後30分鐘發出。
- 2017年4月1日：加入ICOCA卡，並提供公交與地鐵換乘優惠。同時更新自動售票機，所有電子票卡收費單位也改為10日元，是繼東京地鐵之後日本的第二個，此前收費以1000日圓為單位。
- 2021年
  - 3月26日：因應新型冠狀病毒疫情取消周五夜間延長營運。[4]
  - 9月30日：結束日間回數券與京都交通卡販售，並於2023年3月31日停用。[5]
  - 10月1日：對一日券進行漲價[6]。
- 2023年4月1日：因導入點數服務，預計將停止銷售市公車和京都巴士和地下鐵連絡普通車票，並預計將廢除IC卡的換乘折扣和PiTaPa的利用折扣。

## 路線列表
| 路線顏色 | 記號 | 中文線名 | 日文線名 | 起點            | 終點              | 距離（公里） |
| -------- | ---- | -------- | -------- | --------------- | ----------------- | ------------ |
| 綠色     | K    | 烏丸線   |          | 國際會館（K01） | 竹田（K15）       | 13.7         |
| 橘色     | T    | 東西線   |          | 六地藏（T01）   | 太秦天神川（T17） | 17.5         |

### 直通運轉
- 烏丸線列車於竹田站和近鐵京都線相互直通運轉。普通列車行駛至新田邊站、急行列車行駛至近鐵奈良站。
- 京阪電氣鐵道的電車線京津線於御陵站與東西線直通運轉，行駛至太秦天神川站，但京都地下鐵的列車不與京津線直通運轉。

## 車輛

### 烏丸線

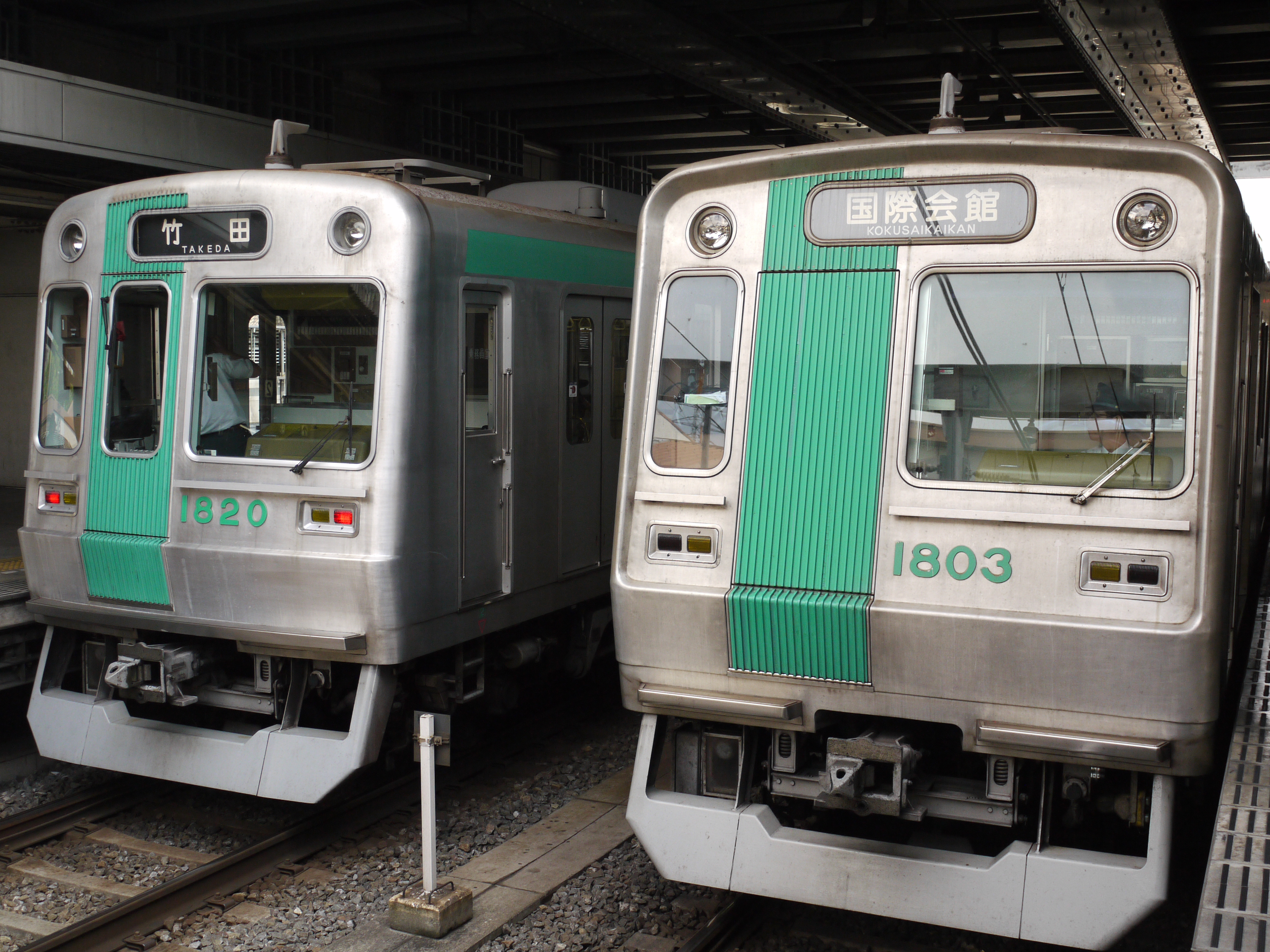
烏丸線10系列列車
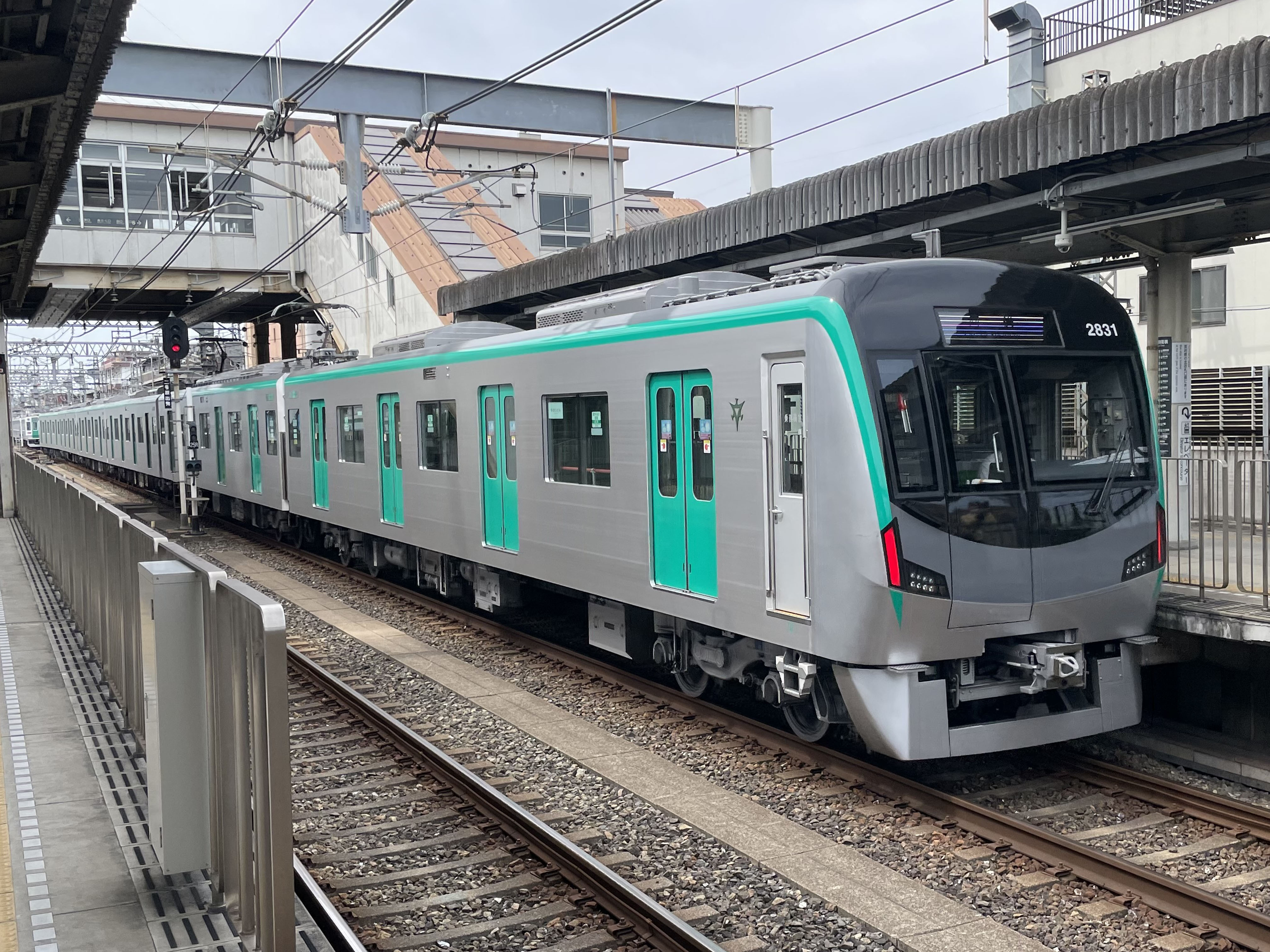
烏丸線20系列列車，在竹田站
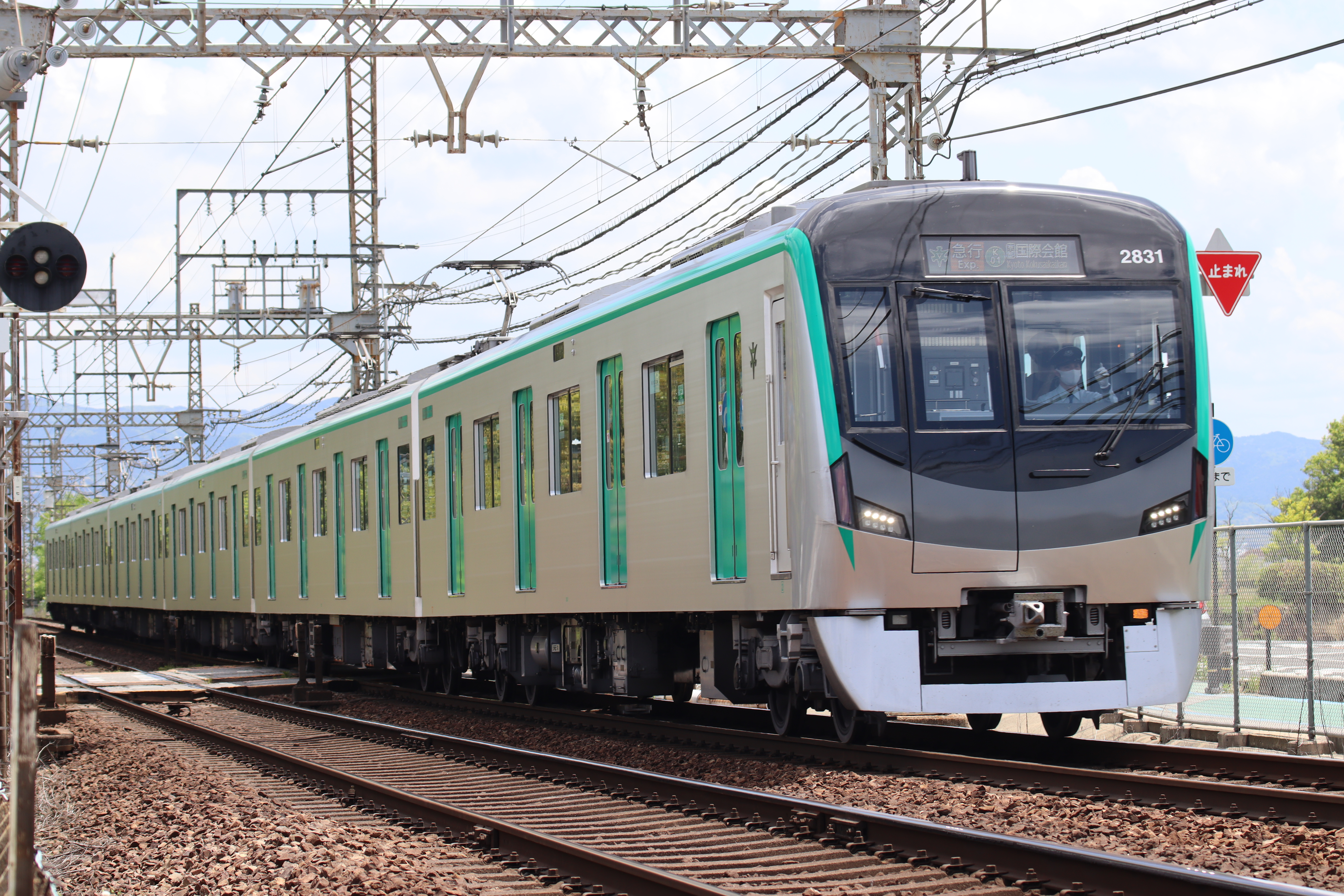
烏丸線20系列列車，在近鐵區間

#### 10系
烏丸線使用京都市交通局10系電車營運，該車型由近鐵集團的近畿車輛與日立製作所製造，分6批於1980年至1997年間製造，最初使用4節動力車編組運行，南延至竹田後擴增為4動2拖的6節編組。6節編組中，首尾動力車編號為18xx與11xx；第2與第5節動力中間車編號為17xx與12xx；3、4節無動力拖車編號為16xx與13xx，xx為01~20。10系列車最高時速為105公里/小時，但在京都地下鐵區間僅能運行至75公里/小時，但因為與近鐵直通運轉，因此10系也在近鐵京都線上使用，在近鐵區間可以最高時速運行。
10系每節車廂長約20公尺、寬2.78公尺，每節車廂一側有4個車門，載客量首尾車廂為130人，中間車為144人，車廂內顯示器顯示日、英、中、韓4種語言。10系曾有20列、120節車廂營運，在20系引入后将淘汰首批9列列車。

#### 20系
由於10系最初製造的列車已經營運達40年，京都交通局決定在2021至2025年間引入京都市交通局20系電車，取代首批9列10系列車。20系由近畿車輛製造，塗裝延續10系的配色，採4動2拖的6節編組。20系每節車廂長約20公尺、寬2.78公尺，每節車廂一側有4個車門，全列載客量832人。
至2025年20系電車將有9列、54節車廂投入營運，車廂內顯示器顯示日、英、中、韓4種語言。列車最高時速為105公里/小時，在京都地下鐵區間僅能運行至75公里/小時，但在近鐵區間可以最高時速運行。列車於2020年4月開始製造，2021年7月首列交付，2022年3月開始營運，4月開始直通近鐵運轉。2023年5月25日，鐵道友之會宣佈當年的桂冠獎頒給20系電車，為京都市營地下鐵首款獲獎車輛。

### 東西線

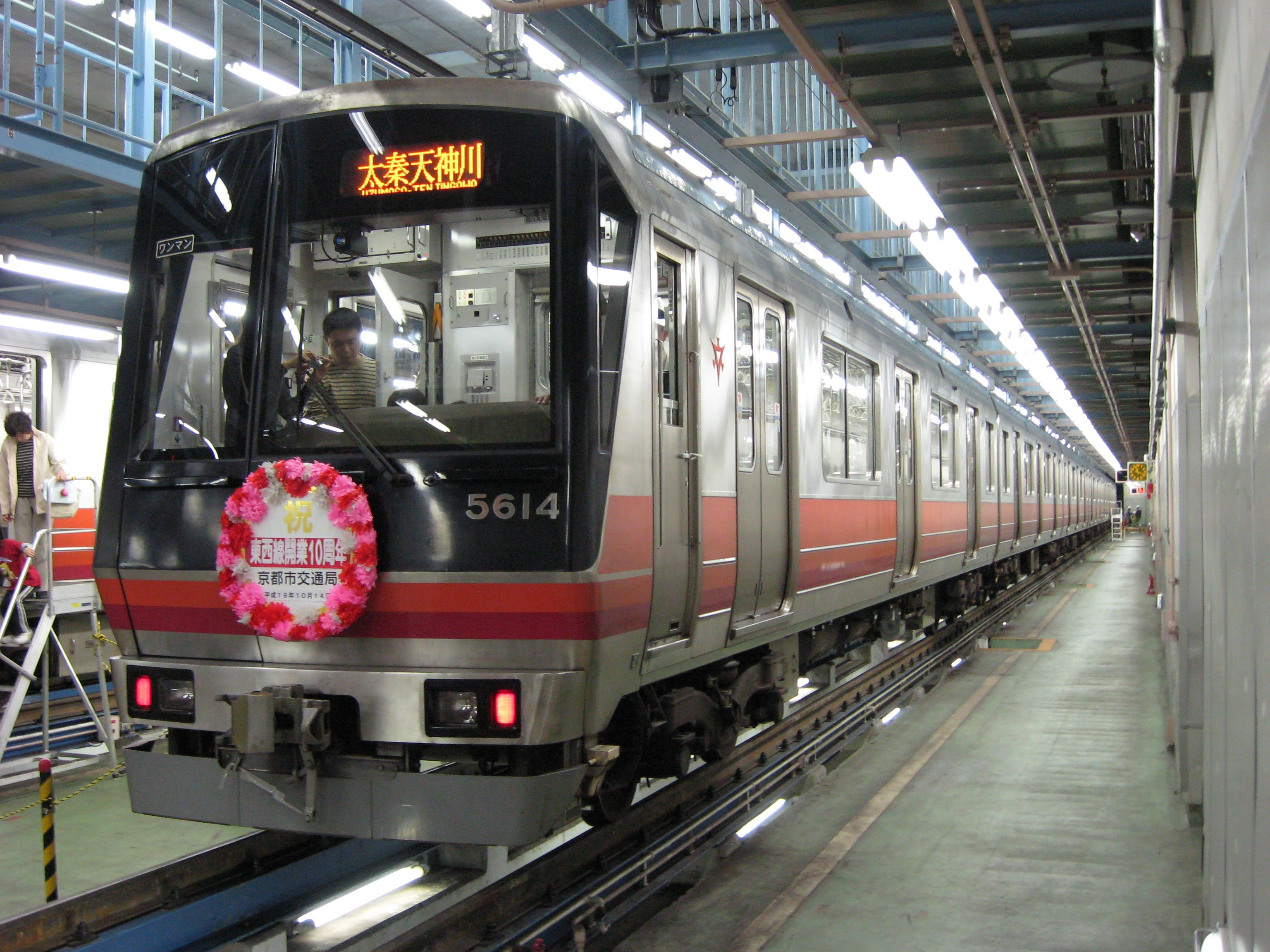
東西線50系列列車

東西線使用京都市交通局50系電車營運，該車型由近畿車輛於1997年和2004年製造，以4動2拖的6節編組運行，但與10系不同，動力車為中間4節車廂，首尾的控制車並無動力，車廂編號由車頭至車尾依序為51xx至56xx，xx為01~17。
50系每節車廂長16公尺、寬2.42公尺，每節車廂一側有3個車門，載客量首尾車廂為92人，中間車為104人，目前共17列102節車廂營運中，車廂內顯示器顯示日、英、中、韓4種語言。列車最高運行時速為75公里/小時。

### 直通運轉列車
以下列車運行於與京都地下鐵直通運轉的路線，故也在京都地下鐵路網中運行
- 近畿鐵道奈良・京都線車輛
  - 近鐵3000系電車（日语：近鉄3000系電車），已退役。
  - 近鐵3200系電車（日语：近鉄3200系電車）
  - 近鐵3220系電車（日语：近鉄3220系電車）
- 京阪電鐵京都市營地下鐵直通車輛
  - 京阪800系電車（日语：京阪800系電車 (2代)）

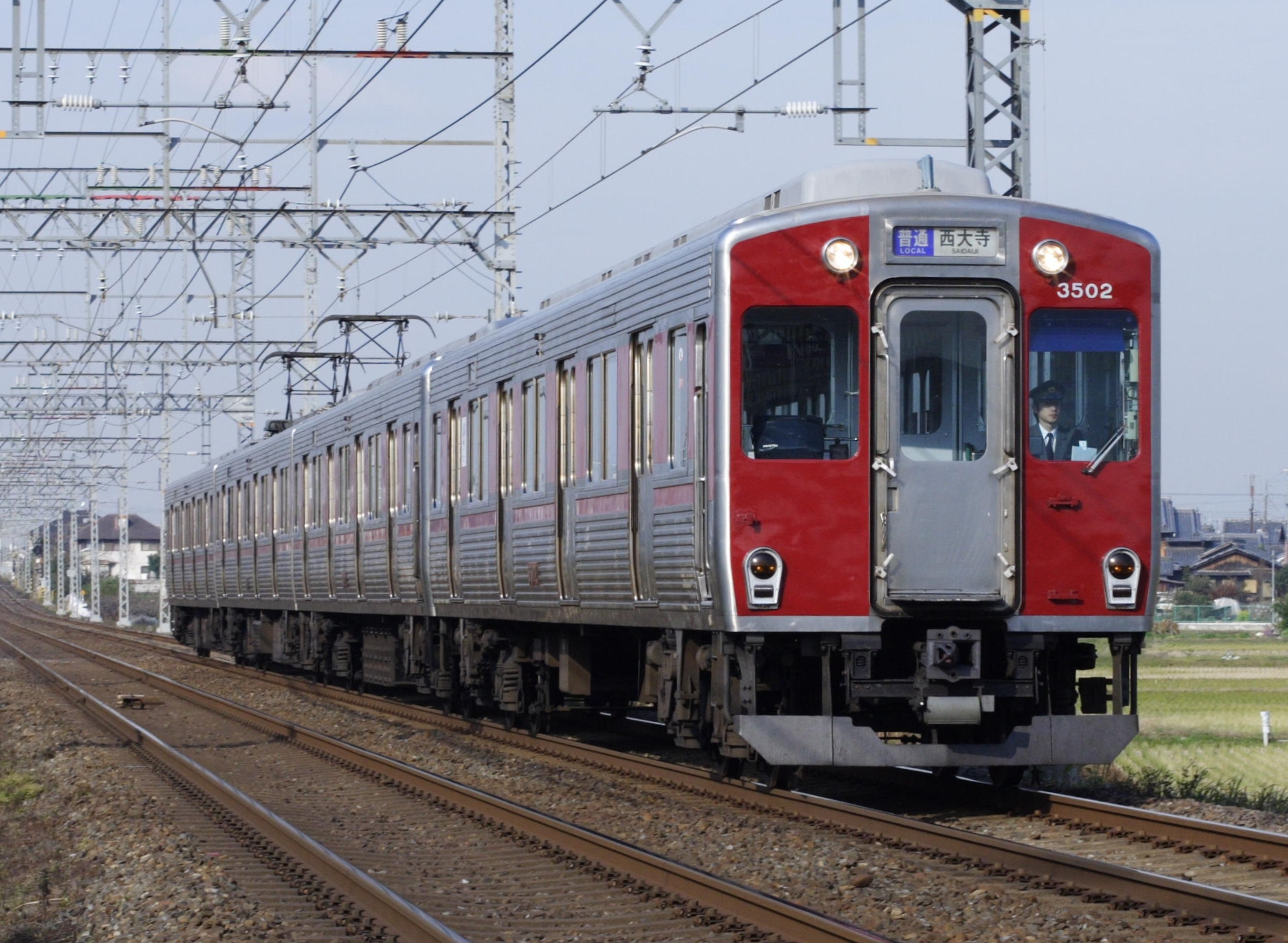
近鐵3000系電車
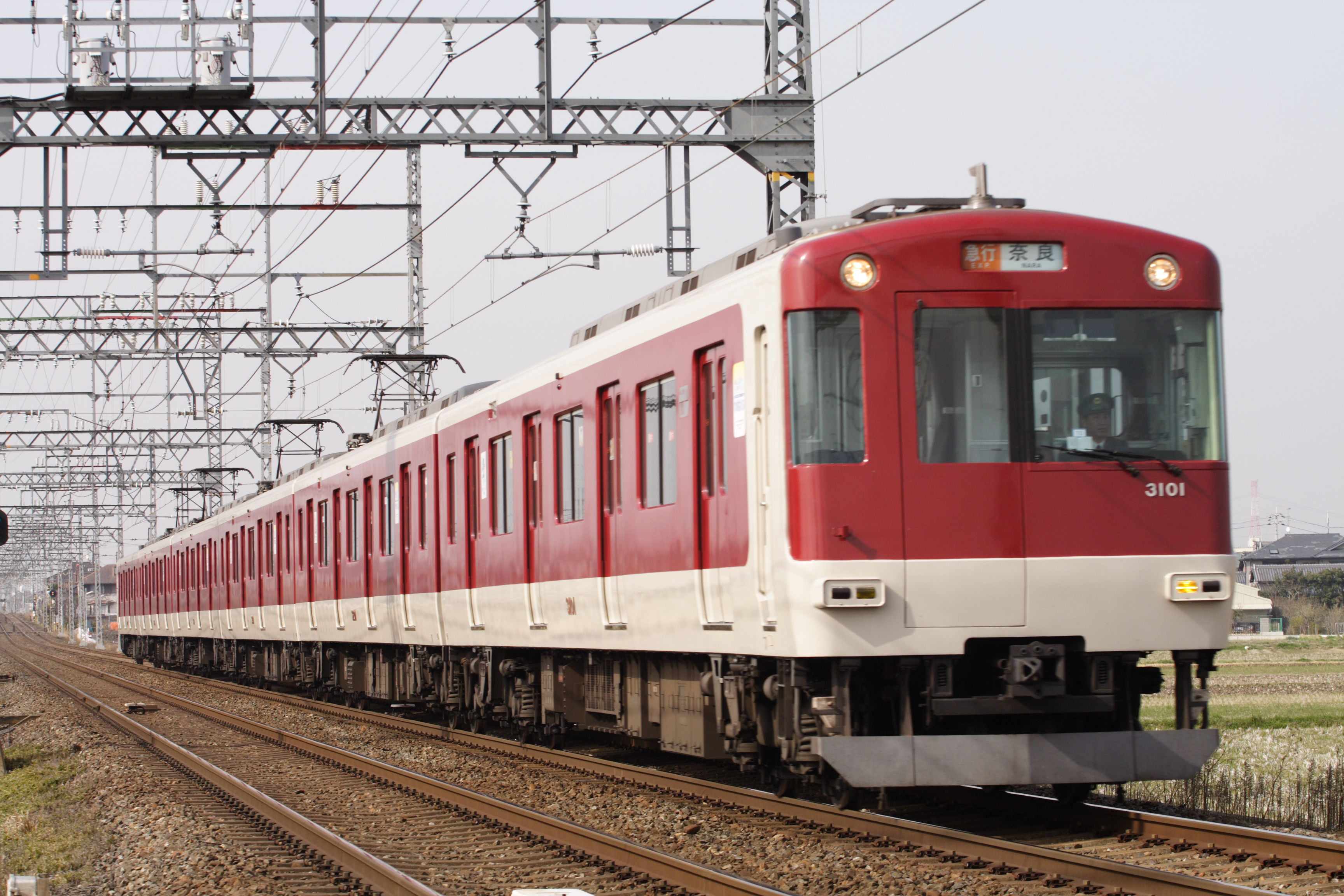
近鐵3200系電車，在近鐵京都線區間。
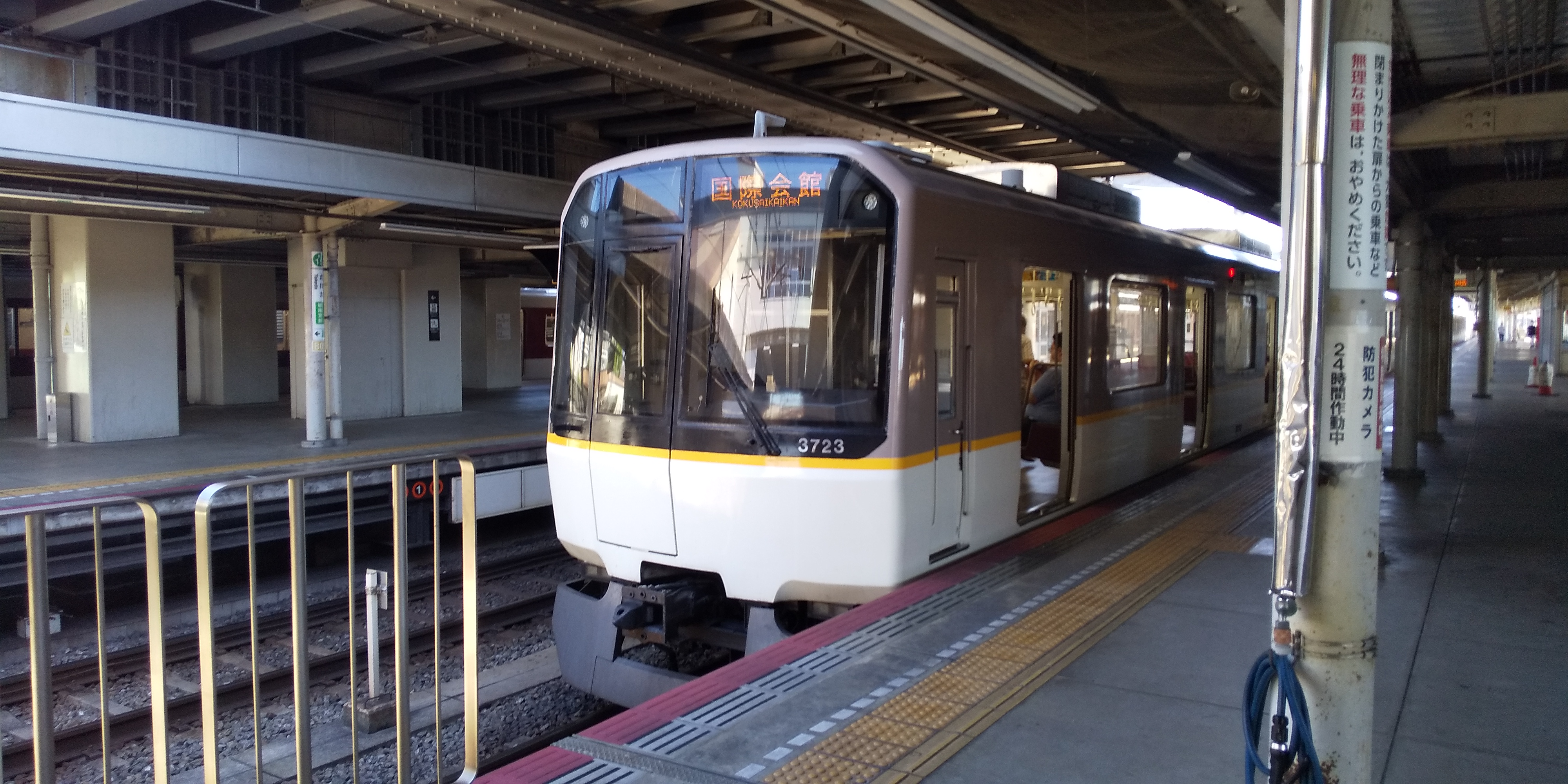
近鐵3220系電車，在竹田站，往地下鐵區間。
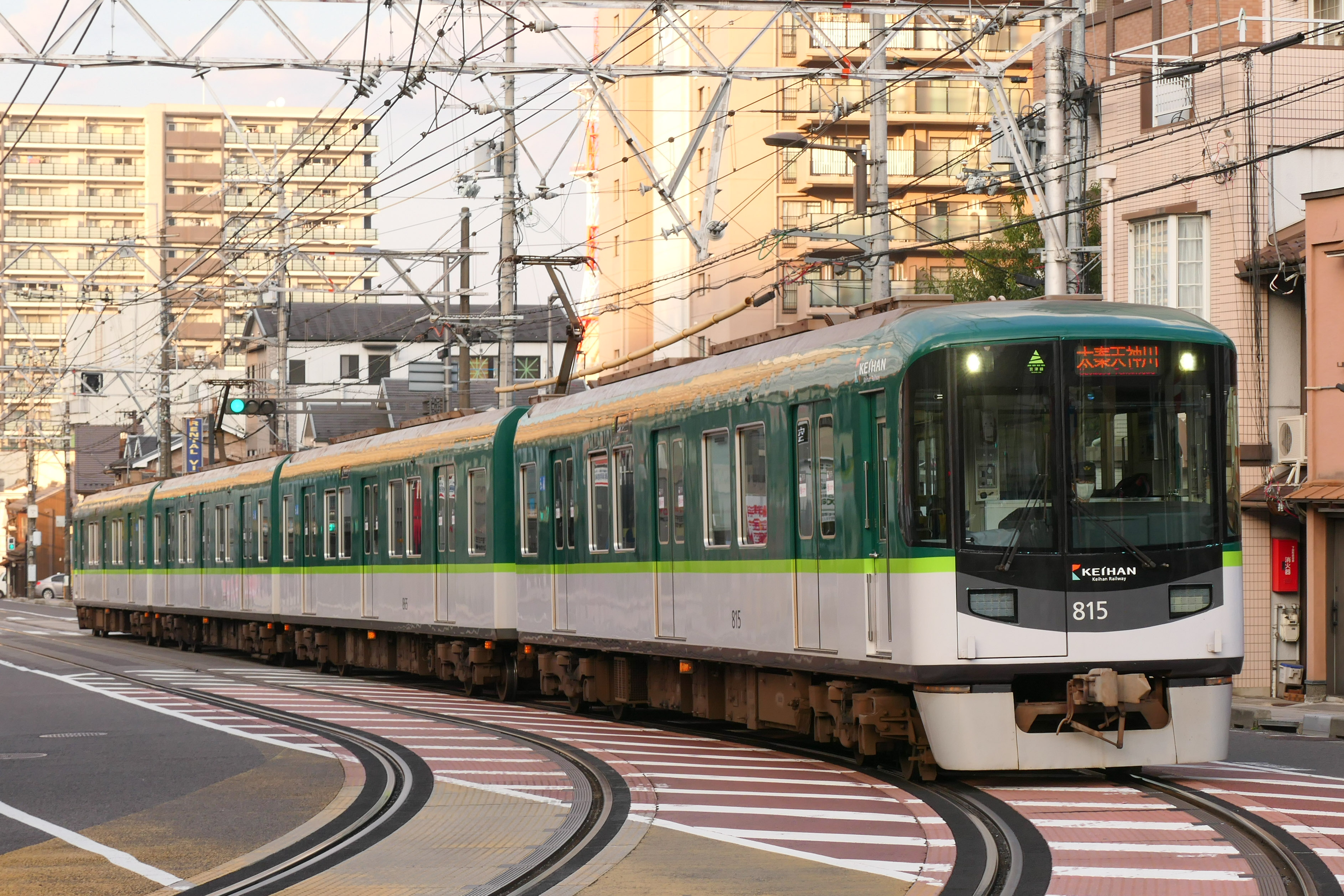
京阪800系電車，位於路面電車區間。

## 營運狀況
2019年度，京都地下鐵包含補助利潤為23億日圓 (以下金額單位皆為日圓)，收入333億，其中營業收入282億，累積赤字為3444億，較前一年減少84億，京都地下鐵以经营困难著称，被列入《地方公共团体財政健全化法》中的经营健全化团体，接受中央政府经营健全化指导。由于京都是古都，在施工時常會挖到古跡，導致進程延誤，加上工程困难，使得建设成本增加。另外京都市人口不算太多（147萬人），再加上前述古蹟因素，其地鐵規模遠不如東京、大阪和名古屋。
京都地下鐵因為線路只有兩條，無法到達京都部份地區，因而公車也是在京都市區移動常見的選項。另外，有許多鐵路在京都市内設站密集，如阪急電鐵、京阪電鐵、嵐電、JR等，因此在京都市內使用這些鐵路移動也相當方便，經常為市民和觀光客所使用，与京都地下鐵产生竞争。
京都地下鐵班距非尖峰時烏丸線為6至7.5分鐘、東西線為7.5分鐘；早高峰為3.5至4分鐘和4至6.5分鐘。運行全線的時間分別為27.5與34.5分鐘，兩線平均速度38.5公里/小時。2019年分別運送25.3萬與14.7萬名旅客。

### 票價
票價採用乘車距離區間制，一定乘車距離內支付相同票價，2019年10月1日之後的全票票價如下：
| 区间             | 全票票价（日币） |
| ---------------- | ---------------- |
| 1区（1 - 3km）   | 220              |
| 2区（3 - 7km）   | 260              |
| 3区（7 - 11km）  | 290              |
| 4区（11 - 15km） | 330              |
| 5区（15km以上）  | 360              |

除一般車票外還販售期限1至6個月的通勤或通學定期票，以及提供觀光客使用的地鐵一日券、地鐵‧巴士一日券、回數券、修學旅行一日券...等。亦可使用10種電子票證搭乘，並提供不同額度的公交、地鐵轉乘優惠。